# 陳復昌
陳 復昌（ちん ふくしょう、？ - 1563年）は、朝鮮時代中期の文人・政治家。本貫は驪陽陳氏、字は遂初、号は洋谷。
京畿道豊徳の人。陳有蕃の曾孫で、陳錫卿の孫。父は県監・陳義孫。裕福な家で生まれて育った復昌は、幼いころから明晰な頭脳と優れた文章の才能を発揮し、家門の自慢となった。1535年、別試文科の甲科で首席を取り、驪陽陳氏史上最初の状元及第の人物となった。及第以後、正字・典籍などの中央官職を歴任し、外職である富平府使に就いた。明宗が即位した1545年、再び中央官職である正四品・司憲府掌令に任じられ、政界に復帰した。